# Északisí-világbajnokságok érmeseinek listája (északi összetett)

Az északi összetett világbajnokságot az északisí-világbajnokságok keretében rendezik meg 1925-től. Az északi sí a télisportok közé tartozó összefoglaló sportkategória, a sífutást, a síugrást és az északi összetett sportágakat tartalmazza.

## Normál sánc, egyéni
A versenyszám 1925-től 1950-ig normál sáncról való ugrásból és 18 km sífutásból állt, ez 1954-től 2007-ig 15 km-es, majd 2009-től 10 km-es sífutásra változott.

| Év, helyszín           | Világbajnok          | Világbajnok      | Ezüstérmes          | Ezüstérmes    | Bronzérmes          | Bronzérmes       |
| ---------------------- | -------------------- | ---------------- | ------------------- | ------------- | ------------------- | ---------------- |
| 1925 Janské Lázne      | Ottokar Německý      | Csehszlovákia    | Josef Adolf         | Csehszlovákia | Xaver Affentranger  | Svájc            |
| 1926 Lahti             | Johan Grøttumsbråten | Norvégia         | Thorleif Haug       | Norvégia      | Einar Landvik       | Norvégia         |
| 1927 Cortina d’Ampezzo | Rudolf Purkert       | Csehszlovákia    | Ottokar Německý     | Csehszlovákia | František Wende     | Csehszlovákia    |
| 1929 Zakopane          | Hans Vinjarengen     | Norvégia         | Ole Stenen          | Norvégia      | Esko Järvinen       | Finnország       |
| 1930 Oslo              | Hans Vinjarengen     | Norvégia         | Leif Skagnæs        | Norvégia      | Knut Lunde          | Norvégia         |
| 1931 Oberhof           | Johan Grøttumsbråten | Norvégia         | Sverre Kolterud     | Norvégia      | Arne Rustadstuen    | Norvégia         |
| 1933 Innsbruck         | Sven Eriksson        | Svédország       | Antonín Bartoň      | Csehszlovákia | Harald Bosio        | Ausztria         |
| 1934 Solleftea         | Oddbjørn Hagen       | Norvégia         | Sverre Kolterud     | Norvégia      | Hans Vinjarengen    | Norvégia         |
| 1935 Magastátra        | Oddbjørn Hagen       | Norvégia         | Lauri Valonen       | Finnország    | Willy Bogner        | Németország 1933 |
| 1937 Chamonix          | Sigurd Røen          | Norvégia         | Rolf Kaarby         | Norvégia      | Aarne Valkama       | Finnország       |
| 1938 Lahti             | Olaf Hoffsbakken     | Norvégia         | John Westbergh      | Svédország    | Hans Vinjarengen    | Norvégia         |
| 1939 Zakopane          | Gustav Berauer       | Németország 1933 | Gustaf Adolf Sellin | Svédország    | Magnar Fosseide     | Norvégia         |
| 1950 Lake Placid       | Heikki Hasu          | Finnország       | Ottar Gjermundshaug | Norvégia      | Simon Slåttvik      | Norvégia         |
| 1954 Falun             | Sverre Stenersen     | Norvégia         | Gunder Gundersen    | Norvégia      | Kjetil Mårdalen     | Norvégia         |
| 1958 Lahti             | Paavo Korhonen       | Finnország       | Sverre Stenersen    | Norvégia      | Gunder Gundersen    | Norvégia         |
| 1962 Zakopane          | Arne Larsen          | Norvégia         | Dmitrij Kocskin     | Szovjetunió   | Ole Henrik Fagerås  | Norvégia         |
| 1966 Oslo              | Georg Thoma          | NSZK             | Franz Keller        | NSZK          | Alois Kälin         | Svájc            |
| 1970 Magastátra        | Ladislav Rygl        | Csehszlovákia    | Nyikolaj Nogovicyn  | Szovjetunió   | Vjacseszlav Drjagin | Szovjetunió      |
| 1974 Falun             | Ulrich Wehling       | NDK              | Günter Deckert      | NDK           | Stefan Hula         | Lengyelország    |
| 1978 Lahti             | Konrad Winkler       | NDK              | Rauno Miettinen     | Finnország    | Ulrich Wehling      | NDK              |
| 1982 Oslo              | Tom Sandberg         | Norvégia         | Konrad Winkler      | NDK           | Uwe Dotzauer        | NDK              |
| 1985 Seefeld           | Herman Weinbuch      | NSZK             | Geir Andersen       | Norvégia      | Jouko Karjalainen   | Finnország       |
| 1987 Oberstdorf        | Torbjørn Løkken      | Norvégia         | Trond-Arne Bredesen | Norvégia      | Herman Weinbuch     | NSZK             |
| 1989 Lahti             | Trond Einar Elden    | Norvégia         | Andrej Dundukov     | Szovjetunió   | Trond-Arne Bredesen | Norvégia         |
| 1991 Lago di Tesero    | Fred Børre Lundberg  | Norvégia         | Klaus Sulzenbacher  | Ausztria      | Klaus Ofner         | Ausztria         |
| 1993 Falun             | Ogivara Kendzsi      | Japán            | Knut Tore Apeland   | Norvégia      | Trond Einar Elden   | Norvégia         |
| 1995 Thunder Bay       | Fred Børre Lundberg  | Norvégia         | Jari Mantila        | Finnország    | Sylvain Guillaume   | Franciaország    |
| 1997 Trondheim         | Ogivara Kendzsi      | Japán            | Bjarte Engen Vik    | Norvégia      | Fabrice Guy         | Franciaország    |
| 1999 Ramsau            | Bjarte Engen Vik     | Norvégia         | Samppa Lajunen      | Finnország    | Ogivara Kendzsi     | Japán            |
| 2001 Lahti             | Bjarte Engen Vik     | Norvégia         | Samppa Lajunen      | Finnország    | Felix Gottwald      | Ausztria         |
| 2003 Lago di Tesero    | Ronny Ackermann      | Németország      | Felix Gottwald      | Ausztria      | Samppa Lajunen      | Finnország       |
| 2005 Oberstdorf        | Ronny Ackermann      | Németország      | Björn Kircheisen    | Németország   | Felix Gottwald      | Ausztria         |
| 2007 Szapporo          | Ronny Ackermann      | Németország      | Bill Demong         | USA           | Anssi Koivuranta    | Finnország       |
| 2009 Liberec           | Todd Lodwick         | USA              | Jan Schmid          | Norvégia      | Bill Demong         | USA              |
| 2011 Oslo              | Eric Frenzel         | Németország      | Tino Edelmann       | Németország   | Felix Gottwald      | Ausztria         |
| 2013 Val di Fiemme     | Jason Lamy-Chappuis  | Franciaország    | Mario Stecher       | Ausztria      | Björn Kircheisen    | Németország      |
| 2015 Falun             | Johannes Rydzek      | Németország      | Alessandro Pittin   | Olaszország   | Jason Lamy-Chappuis | Franciaország    |
| 2017 Lahti             | Johannes Rydzek      | Németország      | Eric Frenzel        | Németország   | Björn Kircheisen    | Németország      |
| 2019 Seefeld           |                      |                  |                     |               |                     |                  |

## Normál sánc, csapat
A normál sáncról való ugrást 1993-ig 3×10 km, 1995-től 4×10 km sífutás követte.

| Év, helyszín        | Világbajnok                                                             | Világbajnok   | Ezüstérmes                                                                | Ezüstérmes    | Bronzérmes                                                                     | Bronzérmes    |
| ------------------- | ----------------------------------------------------------------------- | ------------- | ------------------------------------------------------------------------- | ------------- | ------------------------------------------------------------------------------ | ------------- |
| 1982 Oslo           | Uwe Dotzauer, Günther Schmieder, Konrad Winkler                         | NDK           | Jouko Karjalainen, Rauno Miettinen, Jorma Etelälahti                      | Finnország    | Hallstein Bøgseth, Espen Andersen, Tom Sandberg                                | Norvégia      |
| 1984 Rovaniemi      | Tom Sandberg, Hallstein Bøgseth, Geir Andersen                          | Norvégia      | Rauno Miettinen, Jukka Ylipulli, Jouko Karjalainen                        | Finnország    | Alekszandr Proszvirnyin, Alekszandr Majorov, Ildar Garifullin                  | Szovjetunió   |
| 1985 Seefeld        | Thomas Müller, Hubert Schwarz, Herman Weinbuch                          | NSZK          | Geir Andersen, Espen Andersen, Hallstein Bøgseth                          | Norvégia      | Jyri Pelkonen, Jukka Ylipulli, Jouko Karjalainen                               | Finnország    |
| 1987 Oberstdorf     | Hermann Weinbuch, Hans-Peter Pohl, Thomas Müller                        | NSZK          | Hallstein Bøgseth, Trond-Arne Bredesen, Torbjørn Løkken                   | Norvégia      | Szergej Cservjakov, Andrej Dundukov, Allar Levandi                             | Szovjetunió   |
| 1989 Lahti          | Trond Einar Elden, Trond-Arne Bredesen, Bård Jørgen Elden               | Norvégia      | Andreas Schaad, Hippolyt Kempf, Fredy Glanzmann                           | Svájc         | Ralph Leonhardt, Bernd Blechschmidt, Thomas Abratis                            | NDK           |
| 1991 Lago di Tesero | Günther Csar, Klaus Ofner, Klaus Sulzenbacher                           | Ausztria      | Francis Repellin, Xavier Girard, Fabrice Guy                              | Franciaország | Mikata Reicsi, Abe Maszasi, Kodama Kazuki                                      | Japán         |
| 1993 Falun          | Kono Takanori, Abe Maszasi, Ogivara Kendzsi                             | Japán         | Trond Einar Elden, Knut Tore Apeland, Fred Børre Lundberg                 | Norvégia      | Thomas Dufter, Jens Deimel, Hans-Peter Pohl                                    | Németország   |
| 1995 Thunder Bay    | Abe Maszasi, Ogivara Cugiharu, Ogivara Kendzsi, Kono Takanori           | Japán         | Halldor Skard, Bjarte Engen Vik, Knut Tore Apeland, Fred Børre Lundberg   | Norvégia      | Markus Wüst, Armin Krugel, Stefan Wittwer, Jean-Yves Cuendet                   | Svájc         |
| 1997 Trondheim      | Halldor Skard, Bjarte Engen Vik, Knut Tore Apeland, Fred Børre Lundberg | Norvégia      | Jari Mantila, Tapio Nurmela, Samppa Lajunen, Hannu Manninen               | Finnország    | Christophe Eugen, Felix Gottwald, Mario Stecher, Robert Stadelmann             | Ausztria      |
| 1999 Ramsau         | Hannu Manninen, Tapio Nurmela, Jari Mantila, Samppa Lajunen             | Finnország    | Fred Børre Lundberg, Trond Einar Elden, Bjarte Engen Vik, Kenneth Braaten | Norvégia      | Nyikolaj Parfionov, Alekszej Fagyejev, Valerij Sztoljarov, Dmitrij Szinyitszin | Oroszország   |
| 2001 Lahti          | Kenneth Bråten, Sverre Rotevatn, Bjarte Engen Vik, Kristian Hammer      | Norvégia      | Christophe Eugen, Mario Stecher, David Kreiner, Felix Gottwald            | Ausztria      | Jari Mantila, Hannu Manninen, Jaakko Tallus, Samppa Lajunen                    | Finnország    |
| 2003 Lago di Tesero | Michael Gruber, Wilhelm Denifl, Christoph Bieler, Felix Gottwald        | Ausztria      | Thorsten Schmitt, Georg Hettich, Björn Kircheisen, Ronny Ackermann        | Németország   | Hannu Manninen, Jouni Kaitainen, Jaakko Tallus, Samppa Lajunen                 | Finnország    |
| 2005 Oberstdorf     | Petter Tande, Håvard Klemetsen, Magnus Moan, Kristian Hammer            | Norvégia      | Sebastian Haseney, Georg Hettich, Björn Kircheisen, Ronny Ackermann       | Németország   | Michael Gruber, Christoph Bieler, David Kreiner, Felix Gottwald                | Ausztria      |
| 2007 Szapporo       | Anssi Koivuranta, Janne Ryynänen, Jaakko Tallus, Hannu Manninen         | Finnország    | Sebastian Haseney, Ronny Ackermann, Tino Edelmann, Björn Kircheisen       | Németország   | Håvard Klemetsen, Espen Rian, Petter Tande, Magnus Moan                        | Norvégia      |
| 2009 Liberec        | Minato Juszuke, Kate Tajhej, Vatabe Akito, Kobajasi Norihito            | Japán         | Ronny Ackermann, Eric Frenzel, Björn Kircheisen, Tino Edelmann            | Németország   | Mikko Kokslien, Petter Tande, Jan Schmid, Magnus Moan                          | Norvégia      |
| 2011 Oslo           | David Kreiner, Bernhard Gruber, Felix Gottwald, Mario Stecher           | Ausztria      | Johannes Rydzek, Björn Kircheisen, Tino Edelmann, Eric Frenzel            | Németország   | Jan Schmid, Magnus Moan, Mikko Kokslien, Håvard Klemetsen                      | Norvégia      |
| 2013 Val di Fiemme  | François Braud, Maxime Laheurte, Sébastien Lacroix, Jason Lamy-Chappuis | Franciaország | Jørgen Gråbak, Håvard Klemetsen, Magnus Krog, Magnus Moan                 | Norvégia      | Taylor Fletcher, Bryan Fletcher, Todd Lodwick, Bill Demong                     | USA           |
| 2015 Falun          | Tino Edelmann, Eric Frenzel, Fabian Rießle, Johannes Rydzek             | Németország   | Magnus Moan, Håvard Klemetsen, Mikko Kokslien, Jørgen Gråbak              | Norvégia      | François Braud, Maxime Laheurte, Sébastien Lacroix, Jason Lamy-Chappuis        | Franciaország |
| 2017 Lahti          | Björn Kircheisen, Eric Frenzel, Fabian Rießle, Johannes Rydzek          | Németország   | Magnus Moan, Mikko Kokslien, Magnus Krog, Jørgen Gråbak                   | Norvégia      | Bernhard Gruber, Mario Seidl, Philipp Orter, Paul Gerstgraser                  | Ausztria      |
| 2019 Seefeld        |                                                                         |               |                                                                           |               |                                                                                |               |

## Nagy sánc, egyéni
A nagy sáncról ugrás után 10 km futás következik.

| Év, helyszín       | Világbajnok         | Világbajnok   | Ezüstérmes       | Ezüstérmes    | Bronzérmes          | Bronzérmes    |
| ------------------ | ------------------- | ------------- | ---------------- | ------------- | ------------------- | ------------- |
| 2009 Liberec       | Bill Demong         | USA           | Björn Kircheisen | Németország   | Jason Lamy-Chappuis | Franciaország |
| 2011 Oslo          | Jason Lamy-Chappuis | Franciaország | Johannes Rydzek  | Németország   | Eric Frenzel        | Németország   |
| 2013 Val di Fiemme | Eric Frenzel        | Németország   | Bernhard Gruber  | Ausztria      | Jason Lamy-Chappuis | Franciaország |
| 2015 Falun         | Bernhard Gruber     | Ausztria      | François Braud   | Franciaország | Johannes Rydzek     | Németország   |
| 2017 Lahti         | Johannes Rydzek     | Németország   | Vatabe Akito     | Japán         | François Braud      | Franciaország |
| 2019 Seefeld       |                     |               |                  |               |                     |               |

## Nagy sánc, csapat
Nagy sánc + 4×5 km sífutás.
| Év, helyszín | Világbajnok                                                   | Világbajnok | Ezüstérmes                                                     | Ezüstérmes  | Bronzérmes                                                | Bronzérmes |
| 2011 Oslo    | Bernhard Gruber, David Kreiner, Felix Gottwald, Mario Stecher | Ausztria    | Johannes Rydzek, Björn Kircheisen, Eric Frenzel, Tino Edelmann | Németország | Mikko Kokslien, Håvard Klemetsen, Jan Schmid, Magnus Moan | Norvégia   |

## Sprintverseny
A versenyszám nagy sáncról való ugrásból és 7,5 km-es sífutásból áll.

| Év, helyszín        | Világbajnok      | Világbajnok | Ezüstérmes      | Ezüstérmes  | Bronzérmes       | Bronzérmes  |
| ------------------- | ---------------- | ----------- | --------------- | ----------- | ---------------- | ----------- |
| 1999 Ramsau         | Bjarte Engen Vik | Norvégia    | Mario Stecher   | Ausztria    | Ogivara Kendzsi  | Japán       |
| 2001 Lahti          | Marco Baacke     | Németország | Samppa Lajunen  | Finnország  | Ronny Ackermann  | Németország |
| 2003 Lago di Tesero | Johnny Spillane  | USA         | Ronny Ackermann | Németország | Felix Gottwald   | Ausztria    |
| 2005 Oberstdorf     | Ronny Ackermann  | Németország | Magnus Moan     | Norvégia    | Kristian Hammer  | Norvégia    |
| 2007 Szapporo       | Hannu Manninen   | Finnország  | Magnus Moan     | Norvégia    | Björn Kircheisen | Németország |

## 2×7,5km sprintváltó
Nagy sánc + 2×7,5 km váltófutás.
| Év, helyszín       | Világbajnok                            | Világbajnok   | Ezüstérmes                      | Ezüstérmes  | Bronzérmes                    | Bronzérmes  |
| 2013 Val di Fiemme | Sébastien Lacroix, Jason Lamy-Chappuis | Franciaország | Wilhelm Denifl, Bernhard Gruber | Ausztria    | Tino Edelmann, Eric Frenzel   | Németország |
| 2015 Falun         | François Braud, Jason Lamy-Chappuis    | Franciaország | Eric Frenzel, Johannes Rydzek   | Németország | Magnus Moan, Håvard Klemetsen | Norvégia    |
| 2017 Lahti         |                                        |               |                                 |             |                               |             |

## Tömegrajtos verseny
Először volt egy 10 km-es tömegrajtos sífutás, majd normál sáncról való síugrás következett.
| Év, helyszín | Világbajnok  | Világbajnok | Ezüstérmes    | Ezüstérmes  | Bronzérmes          | Bronzérmes    |
| 2009 Liberec | Todd Lodwick | USA         | Tino Edelmann | Németország | Jason Lamy-Chappuis | Franciaország |